# Whatever (Aimee Mann)
Whatever è il primo album discografico in studio da solista della cantautrice statunitense Aimee Mann, pubblicato nel 1993.

## Tracce
Tutte le tracce sono di Aimee Mann tranne dove indicato.
1. I Should've Known – 4:53
2. Fifty Years After the Fair – 3:46
3. 4th of July – 3:21
4. Could've Been Anyone (testo di A. Mann, musica di A. Mann, Jules Shear, Marty Willson-Piper) – 4:23
5. Put Me on Top – 3:28
6. Stupid Thing (Mann, Jon Brion) – 4:27
7. Say Anything (Mann, J. Brion) – 4:57
8. Jacob Marley's Chain – 3:01
9. Mr. Harris – 4:05
10. I Could Hurt You Now – 4:17
11. I Know There's a Word (Mann, Jon Brion) – 3:16
12. I've Had It – 4:42
13. Way Back When – 4:05
14. Nothing – 0:09